# Iota Librae
Iota Librae (24 Librae) é uma estrela na direção da constelação de Libra. Possui uma ascensão reta de 15h 12m 13.31s e uma declinação de −19° 47′ 29.9″. Sua magnitude aparente é igual a 4.54. Considerando sua distância de 376 anos-luz em relação à Terra, sua magnitude absoluta é igual a −0.77. Pertence à classe espectral Asp....